# Diocesi di Lafayette in Indiana
La diocesi di Lafayette in Indiana (in latino Dioecesis Lafayettensis in Indiana) è una sede della Chiesa cattolica negli Stati Uniti d'America suffraganea dell'arcidiocesi di Indianapolis. Nel 2023 contava 111.200 battezzati su 1.292.100 abitanti. È retta dal vescovo Timothy Lawrence Doherty.

## Territorio
La diocesi comprende 24 contee dello stato americano dell'Indiana: Benton, Blackford, Boone, Carroll, Cass, Clinton, Delaware, Fountain, Fulton, Grant, Hamilton, Howard, Jasper, Jay, Madison, Miami, Montgomery, Newton, Pulaski, Randolph, Tippecanoe, Tipton e White.
Sede vescovile è la città di Lafayette, dove si trova la cattedrale dell'Immacolata Concezione (Cathedral of the Immaculate Conception).
Il territorio si estende su 25.465 km² ed è suddiviso in 61 parrocchie.

## Storia
La diocesi è stata eretta il 21 ottobre 1944 con la bolla Ut sedulo studio di papa Pio XII, ricavandone il territorio dalla diocesi di Fort Wayne (oggi diocesi di Fort Wayne-South Bend).
Il 17 ottobre 2006 la Congregazione per il culto divino e la disciplina dei sacramenti ha confermato santa Théodore Guérin patrona principale della diocesi.

## Cronotassi dei vescovi
Si omettono i periodi di sede vacante non superiori ai 2 anni o non storicamente accertati.
- John George Bennett † (11 novembre 1944 - 20 novembre 1957 deceduto)
- John Joseph Carberry † (20 novembre 1957 succeduto - 20 gennaio 1965 nominato vescovo di Columbus)
- Raymond Joseph Gallagher † (21 giugno 1965 - 26 ottobre 1982 dimesso)
- George Avis Fulcher † (8 febbraio 1983 - 25 gennaio 1984 deceduto)
- William Leo Higi † (7 aprile 1984 - 12 maggio 2010 ritirato)
- Timothy Lawrence Doherty, dal 12 maggio 2010

## Statistiche
La diocesi nel 2023 su una popolazione di 1.292.100 persone contava 111.200 battezzati, corrispondenti all'8,6% del totale.
| anno | popolazione | popolazione | popolazione | presbiteri | presbiteri | presbiteri | presbiteri                | diaconi | religiosi | religiosi | parrocchie |
| anno | battezzati  | totale      | %           | numero     | secolari   | regolari   | battezzati per presbitero | diaconi | uomini    | donne     | parrocchie |
| ---- | ----------- | ----------- | ----------- | ---------- | ---------- | ---------- | ------------------------- | ------- | --------- | --------- | ---------- |
| 1950 | 36.130      | 687.212     | 5,3         | 130        | 59         | 71         | 277                       |         | 68        | 395       | 49         |
| 1966 | 74.551      | 989.187     | 7,5         | 171        | 95         | 76         | 435                       |         | 3         | 434       | 61         |
| 1970 | 83.603      | 981.400     | 8,5         | 171        | 95         | 76         | 488                       |         | 84        | 240       | 61         |
| 1976 | 83.317      | 986.880     | 8,4         | 94         | 94         |            | 886                       |         | 41        | 170       | 62         |
| 1980 | 86.540      | 1.016.000   | 8,5         | 147        | 90         | 57         | 588                       | 3       | 71        | 139       | 64         |
| 1990 | 84.600      | 1.066.000   | 7,9         | 136        | 103        | 33         | 622                       | 4       | 44        | 102       | 63         |
| 1999 | 97.662      | 1.115.156   | 8,8         | 139        | 120        | 19         | 702                       | 4       | 2         | 81        | 62         |
| 2000 | 98.625      | 1.130.969   | 8,7         | 120        | 101        | 19         | 821                       | 4       | 21        | 36        | 62         |
| 2001 | 96.791      | 1.144.222   | 8,5         | 116        | 98         | 18         | 834                       | 5       | 20        | 43        | 63         |
| 2002 | 96.893      | 1.176.736   | 8,2         | 119        | 99         | 20         | 814                       | 5       | 22        | 85        | 62         |
| 2003 | 98.415      | 1.176.736   | 8,4         | 117        | 97         | 20         | 841                       | 6       | 22        | 85        | 62         |
| 2004 | 98.003      | 1.176.736   | 8,3         | 114        | 95         | 19         | 859                       | 6       | 21        | 83        | 62         |
| 2013 | 107.500     | 1.336.000   | 8,0         | 97         | 84         | 13         | 1.108                     | 18      | 16        | 28        | 62         |
| 2016 | 113.797     | 1.327.299   | 8,6         | 90         | 79         | 11         | 1.264                     | 21      | 13        | 41        | 62         |
| 2019 | 116.290     | 1.351.480   | 8,6         | 76         | 70         | 6          | 1.530                     | 28      | 8         | 31        | 61         |
| 2021 | 117.480     | 1.365.400   | 8,6         | 86         | 81         | 5          | 1.366                     | 24      | 7         | 31        | 60         |
| 2023 | 111.200     | 1.292.100   | 8,6         | 88         | 84         | 4          | 1.263                     | 23      | 4         | 30        | 61         |